# Geologiska föreningen
Die Geologiska föreningen (deutsch Geologische Vereinigung) ist eine naturwissenschaftliche Vereinigung in Schweden, die 1871 gegründet wurde. Sie trug früher den Namen Geologiska föreningen i Stockholm (Geologische Vereinigung in Stockholm).
Die Geologiska föreningen veröffentlicht die Zeitschrift Geologiska Föreningens Förhandlingar (GFF), eine auf dem Prinzip des Peer-Reviews basierende akademische Zeitschrift mit Fokus auf Geologie, Paläontologie und Petrologie der baltischen, skandinavischen und nordeuropäischen Staaten. Sie publiziert auch das vierteljährlich erscheinende Magazin Geologisches Forum.